# Pippi Calzelunghe (serie animata)
Pippi Calzelunghe (in inglese Pippi Longstocking) è una serie a cartoni animati ispirata all'omonimo romanzo di Astrid Lindgren, che ha fatto seguito a un film animato uscito il 3 ottobre 1997. La serie è stata trasmessa in Canada su Teletoon dal 17 ottobre 1997 e in Italia su Rete 4 dal 14 settembre al 19 ottobre 1998.
La sigla italiana della serie animata è la canzone Pippi hurrà, scritta da Alessandra Valeri Manera, composta da Franco Fasano e interpretata da Cristina D'Avena.

## Trama
La serie animata racconta di Pippi Calzelunghe; una ragazzina così forte con le due trecce, vestiti diversi, calze e scarpe diverse, che se ne torna a casa, direttamente a Villa Villacolle, con il cavallo e la scimmietta, tenendosi anche il tesoro pieno di monete dorate, perché nel frattempo aspetta suo padre. I suoi amici vicinati sono Tommy e Annika che con lei vanno a spasso, si divertono con un sacco di avventure. Pippi sa badare a se stessa come una casalinga, sa solo cucinare, lavorare, raccontare storie quelle dai molti tempi fa o quelle di bugie, partecipare sia a una gara di sci che al concorso ippico. Mentre lei si dà da fare, tenta di sbarazzarsi di Bengt, dei ladruncoli Tuonokarlsson e Bloom che provano a rubarle il tesoro. Dunque, c'è anche la signora Prysselius che vuole mettere Pippi in collegio, ma la ragazza non deve farsi prendere né da lei e nemmeno da Kling e Klang, due poliziotti.

## Doppiaggio
| Personaggio       | Doppiatore originale | Doppiatore italiano |
| ----------------- | -------------------- | ------------------- |
| Pippi Calzelunghe | Melissa Altro        | Elisabetta Spinelli |
| Sig. Nilsson      | Richard Binsley      | originale           |
| Tommy Settergren  | Noah Reid            | Monica Bonetto      |
| Annika Settergren | Olivia Grant         | Lara Parmiani       |
| Tuonokarlsson     | Len Carlson          | Mario Zucca         |
| Bloom             | Wayne Robson         | Daniele Demma       |
| Kling             | Rick Jones           | Aldo Stella         |
| Klang             | Philip Williams      | Luca Bottale        |
| Cap. Calzelunghe  | Ben Campbell         | Mario Scarabelli    |
| Sig.ra Priselius  | Catherine O'Hara     | Lisa Mazzotti       |
| Sig.ra Settergren | Karen Bernstein      |                     |
| Sig. Settergren   | Ray Landry           |                     |

## Episodi
Nell'edizione italiana gli episodi 20 e 21 sono stati scambiati.
| Nº | Titolo originale                            | Titolo italiano                                | Prima TV USA      | Prima TV Italia   |
| -- | ------------------------------------------- | ---------------------------------------------- | ----------------- | ----------------- |
| 1  | Pippi Returns to Villa Villekulla           | Pippi si trasferisce a Villa Villacolle        | 17 ottobre 1997   | 14 settembre 1998 |
| 2  | Pippi Entertains Two Burglars               | Pippi e i ladri                                | 24 ottobre 1997   |                   |
| 3  | Pippi Doesn't Sell Her House                | Villa Villacolle non è in vendita              | 31 ottobre 1997   |                   |
| 4  | Pippi Goes Up in a Balloon                  | Fuga in mongolfiera                            | 7 novembre 1997   |                   |
| 5  | Pippi Goes to the South Seas                | In viaggio verso i mari del Sud                | 14 novembre 1997  |                   |
| 6  | Pippi Meets Some Pearl Poachers             | Pippi e i ladri di perle                       | 21 novembre 1997  |                   |
| 7  | Pippi Goes Home                             | Pippi torna a casa                             | 28 novembre 1997  |                   |
| 8  | Pippi Enters the Big Race                   | Pippi e la gara di sci                         | 5 dicembre 1997   |                   |
| 9  | Pippi Enters a Horse Show                   | Pippi Calzelunghe e il concorso ippico         | 12 dicembre 1997  |                   |
| 10 | Pippi Meets a Master Criminal               | Pippi Calzelunghe e lo scrigno                 | 19 dicembre 1997  |                   |
| 11 | Pippi Is Shipwrecked                        | Pippi fa naufragio                             | 26 dicembre 1997  |                   |
| 12 | Pippi Saves the Old Folks                   | Pippi salva la casa dei nonnini                | 2 gennaio 1998    |                   |
| 13 | Pippi Goes to the Fair                      | Pippi va al luna park                          | 9 gennaio 1998    |                   |
| 14 | Pippi's Christmas                           | Il Natale di Pippi                             | 15 agosto 1998    |                   |
| 15 | Pippi Doesn't Want to Grow Up               | Pippi non vuole diventare grande               | 21 agosto 1998    |                   |
| 16 | Pippi Doesn't Go to School                  | Pippi non va a scuola                          | 22 agosto 1998    |                   |
| 17 | Pippi Goes Up North                         | Pippi alla scoperta del Nord                   | 28 agosto 1998    |                   |
| 18 | Pippi Saves the Whales - Again              | Pippi salva di nuovo le balene                 | 29 agosto 1998    |                   |
| 19 | Pippi Goes to School- or Does She?          | Pippi torna a scuola                           | 4 settembre 1998  |                   |
| 20 | Pippi Trains Some Animals - And Their Owner | Pippi addestra degli animali e il loro padrone | 11 settembre 1998 |                   |
| 21 | Pippi Meets the White Lady                  | Pippi e la dama bianca                         | 11 settembre 1998 |                   |
| 22 | Pippi Finds a Myserious Footprint           | Pippi e l'impronta misteriosa                  | 12 settembre 1998 |                   |
| 23 | Pippi Enters a Flower Show                  | Pippi e il concorso floreale                   | 18 settembre 1998 |                   |
| 24 | Pippi Visits Aunt Matilda                   | Pippi va a trovare zia Matilda                 | 19 settembre 1998 |                   |
| 25 | Pippi and the Carpenter                     | Pippi e il falegname                           | 25 settembre 1998 |                   |
| 26 | Pippi Takes a Train Ride                    | Pippi fa un viaggio in treno                   | 26 settembre 1998 | 19 ottobre 1998   |